# Alexandre Balmer
Pour les articles homonymes, voir Balmer.
Alexandre Balmer, né le 4 mai 2000, est un coureur cycliste suisse. Il participe à des compétitions sur route et en VTT.
Il est le fils du coureur automobile Jean-Pierre Balmer.

## Biographie
Le 4 mai 2020, pour son anniversaire, Alexandre Balmer réalise un défi « 37.5 ». Il s'agit d'un tour à vélo dans la région de l'Arc Jurassien sur un parcours de 300 kilomètres avec 8 000 mètres de dénivelé positif. Le nom « 37.5 » vient de la division de la distance (300 000 m) par le dénivelé (8 000 m). Il réalise sa sortie qui comporte 14 cols et côtes en 11 heures.

## Palmarès sur route

### Par année
- 2016
  -  Champion de Suisse sur route débutants
- 2017
  -  Champion de Suisse du contre-la-montre juniors
  - 3e de la Classique des Alpes juniors
  - 3e du championnat de Suisse sur route juniors
- 2018
  -  Champion de Suisse sur route juniors
  -  Champion de Suisse du contre-la-montre juniors
  - Classement général des Trois Jours d'Axel
  -  Médaillé d'argent du championnat d'Europe sur route juniors
  - 2e du Trofeo Buffoni
  - 4e du championnat du monde sur route juniors
  - 5e du championnat d'Europe du contre-la-montre juniors
- 2020
  -  Champion de Suisse du contre-la-montre espoirs
- 2021
  - 3e du Giro del Belvedere
  - 8e du championnat d'Europe du contre-la-montre espoirs
- 2024
  - 3e du Grand Prix Kranj
- 2025
  - 2e du Trophée de la ville de Brescia
  - 3e du Radsportfest Märwil

### Classements mondiaux
| Année                                 | 2019  | 2020  | 2021 | 2022 | 2023  | 2024  |
| ------------------------------------- | ----- | ----- | ---- | ---- | ----- | ----- |
| Classement mondial                    | 2710e | 1033e | 833e | 582e | 1007e | 1159e |
| UCI Europe Tour                       | 1694e | 802e  | 639e | 454e | nc    | nc    |
|                                       |       |       |      |      |       |       |
| Légende : nc = non classéSource : UCI |       |       |      |      |       |       |

## Palmarès en VTT

### Championnats du monde
- Lenzerheide 2018
  -  Champion du monde du relais mixte
  -  Champion du monde de cross-country juniors
- Leogang 2020
  -  Médaillé de bronze du relais mixte

### Coupe du monde
- Coupe du monde de cross-country espoirs
  - 2019 : 28e du classement général
  - 2021 : 12e du classement général

- Coupe du monde de cross-country
  - 2023 : 57e du classement général

### Championnats d'Europe
- Darfo Boario Terme 2017
  -  Médaillé d'argent du cross-country juniors
- Graz-Stattegg 2018
  -  Champion d'Europe de cross-country juniors
  -  Médaillé d'argent du relais mixte
- Novi Sad 2021
  -  Médaillé d'argent du relais mixte
- Anadia 2022
  -  Médaillé de bronze du cross-country short-track

### Championnats nationaux
- 2021
  -  Champion de Suisse de cross-country espoirs
- 2024
  -  Champion de Suisse de cross-country marathon